# Who Came First
Albums de Pete Townshend
Empty Glass
(1980)
Who Came First est le premier album composé uniquement de démos du guitariste des Who, Pete Townshend, sorti en 1972. Il se compose de démos de chansons des Who et de titres déjà publiés sur les albums en hommage à Meher Baba Happy Birthday (1970) et I Am (1972).
Le titre Parvardigar est un poème de Meher Baba mis en musique et chanté par Pete Townshend. Peter est seul musicien sur l'album, mis à part deux chansons pour lesquelles il a invité trois de ses amis à venir jouer, soit Ronnie Lane au chant et à la guitare pour la pièce Evolution ainsi que Billy Nichols et Caleb Quaye sur Forever's no time at all. 

## Titres
Toutes les chansons sont de Pete Townshend, sauf mention contraire.

### Face 1
1. Pure and Easy – 5:32
2. Evolution (Ronnie Lane) – 3:44
3. Forever's No Time At All (Billy Nicholls / Katie Mclnnerney) – 3:06
4. Let's See Action – 6:25

### Face 2
1. Time Is Passing – 3:27
2. There's A Heartache Following Me (Ray Baker / Jim Reeves) – 3:23
3. Sheraton Gibson – 2:37
4. Content (Maud Kennedy / Pete Townshend) – 2:58
5. Parvardigar (Meher Baba / Pete Townshend) – 6:46

### Titres bonus (1992)
La réédition CD/cassette parue chez Rykodisc en 1992 ajoute six titres bonus à l'album :
1. His Hands – 2:11
2. The Seeker – 4:34
3. Day of Silence – 2:53
4. Sleeping Dog – 2:59
5. The Love Man – 4:59
6. Lantern Cabin – 4:12

### Titres bonus (2006)
La réédition CD parue chez Imperial en 2006 inclut trois titres bonus supplémentaires :
1. Mary Jane – 2:35
2. I Always Say – 5:50
3. Begin the Beguine (Cole Porter) – 4:49

## Personnel
- Peter Townshend : Guitares, basse, claviers, batterie, percussions, harmonica sur Day of silence, chant, chœurs.
- Ronnie Lane : Chant, guitare sur Evolution.
- Billy Nicholls – Chant, guitare sur Forever's No Time at All.
- Caleb Quaye : Guitare, basse, percussions sur Forever's No Time at All.